# Нискоизлъчващи покрития
Нискоизлъчващите топлотехнически покрития са от групата на топлотехническите покрития с излъчвателна и отражателна способност в инфрачервения спектър, оптимални за съответната цел на приложение.
Нискоизлъчващите покрития са ориентирани към ограничаване на топлинните загуби и подобряване на топлинния микроклимат в сградите и помещенията.
В действащите в България норми за съпротивлението на топлопредаване „1/α“ [m2K/W] (α – повърхностен коефициент на топлопредаване) на повърхностите на ограждащите конструкции са заложени твърди стойности. Това обаче е неточно, когато върху съответната повърхност е нанесено нискоизлъчващо покритие. Вследствие нанасянето на нискоизлъчващо покритие съпротивлението на топлопредаване „1/α“ на обработената повърхност нараства значително, а с това нараства и общото съпротивление на топлопреминаване на конструкцията. Крайният резултат е намаляване на разходите за отопление и климатизация.
Практическо приложение имат три типа нискоизлъчващи покрития: металосъдържащи нискоизлъчващи покрития, прозрачни нискоизлъчващи покрития, нискоизлъчващи полимерни покрития
- Металосъдържащите нискоизлъчващи покрития (МНИП) представляват емулсии на смоли с пълнител микронни метални частици /прахообразен метал/. Най-често срещани са емулсиите на алкидна, силиконова и битумна основа с метален пълнител алуминий. Относително по-популярни са в практиката. Притежават характерен сребрист цвят (bright silver).
- Прозрачните нискоизлъчващи покрития представляват пари на определени метали (мед, никел) и метални окиси (калаен окис), отложени върху повърхността на стъкло в процеса на производството му.
- Нискоизлъчващи полимерни покрития представляват специални полимери или съдържат пигменти, свързани в хибридни полимери. Сравнително нов продукт, създаден въз основа на опита, натрупан при разработката на нискоизлъчващи покрития за военни нужди и СТЕЛТ-технологията.

Физическият модел на функциониране на нискоизлъчващите покрития се доближава до теоретичната абстракция „абсолютно бяло тяло“.
- Топлотехническата им ефективност се определя преди всичко от степента на излъчване (на чернота) „ε“ (”е“ – emissivity – САЩ, emissiongrad – Германия). Тази характеристика е изключително важна, тъй като участва в изчислението на лъчевата компонента на съпротивлението на топлопредаване. Степента на излъчване „ε“ на различните типове нискоизлъчващи покрития варира в границите 0,05 – 0,68 и е относително постоянна като величина в целия инфрачервен спектър (при стандартните покрития и материали стойността е 0,9 – 0,95). Колкото стойността на „ε“ е по-ниска, толкова покритието е по-ефективно в посока намаляване на топлинните загуби.
- Отражателната способност „R“(%) дава допълнителна представа каква част от попадналата лъчева енергия върху повърхността на дадена ограждаща конструкция се отразява и не се конвертира в топлина. Обикновено „R“ е в границите от 35 до 55% при нискоизлъчващите покрития за интериорно оформление, и от 65 до 85% за външните покрития. Колкото стойността на „R“ е по-голяма, толкова енергоспестяващият ефект на съответното покритие е по-висок. Този показател е важен и при евентуално приложение на нискоизлъчващите покрития като слънцезащитни в умерените географски ширини.